# CEACAM6
CEACAM6 (англ. Carcinoembryonic antigen related cell adhesion molecule 6) – білок, який кодується однойменним геном, розташованим у людей на короткому плечі 19-ї хромосоми. Довжина поліпептидного ланцюга білка становить 344 амінокислот, а молекулярна маса — 37 195.
| 10         |  | 20         |  | 30         |  | 40         |  | 50         |
| ---------- |  | ---------- |  | ---------- |  | ---------- |  | ---------- |
| MGPPSAPPCR |  | LHVPWKEVLL |  | TASLLTFWNP |  | PTTAKLTIES |  | TPFNVAEGKE |
| VLLLAHNLPQ |  | NRIGYSWYKG |  | ERVDGNSLIV |  | GYVIGTQQAT |  | PGPAYSGRET |
| IYPNASLLIQ |  | NVTQNDTGFY |  | TLQVIKSDLV |  | NEEATGQFHV |  | YPELPKPSIS |
| SNNSNPVEDK |  | DAVAFTCEPE |  | VQNTTYLWWV |  | NGQSLPVSPR |  | LQLSNGNMTL |
| TLLSVKRNDA |  | GSYECEIQNP |  | ASANRSDPVT |  | LNVLYGPDGP |  | TISPSKANYR |
| PGENLNLSCH |  | AASNPPAQYS |  | WFINGTFQQS |  | TQELFIPNIT |  | VNNSGSYMCQ |
| AHNSATGLNR |  | TTVTMITVSG |  | SAPVLSAVAT |  | VGITIGVLAR |  | VALI       |

A: Аланін

C: Цистеїн

D: Аспарагінова кислота

E: Глутамінова кислота

F: Фенілаланін

G: Гліцин

H: Гістидин

I: Ізолейцин

K: Лізин

L: Лейцин

M: Метіонін

N: Аспарагін

P: Пролін

Q: Глутамін

R: Аргінін

S: Серин

T: Треонін

V: Валін

W: Триптофан

Локалізований у клітинній мембрані, мембрані.